# Makinohara
Makinohara (japonsky: 牧之原市; Makinohara-ši) je město ležící v japonské prefektuře Šizuoka.
Město vzniklo 11. října 2005 spojením měst Sagara a Haibara.
V roce 2010 mělo město 48 745 obyvatel. Jeho celková rozloha je 111,68 km².